# Fabian Månsson
Karl Fabian Månsson, né le 20 janvier 1872 sur l'île de Hasslö dans le comté de Blekinge et décédé le 4 janvier 1938 à Furuvik, comté de Gävleborg, est un homme politique social-démocrate suédois, rédacteur en chef et auteur.

## Biographie

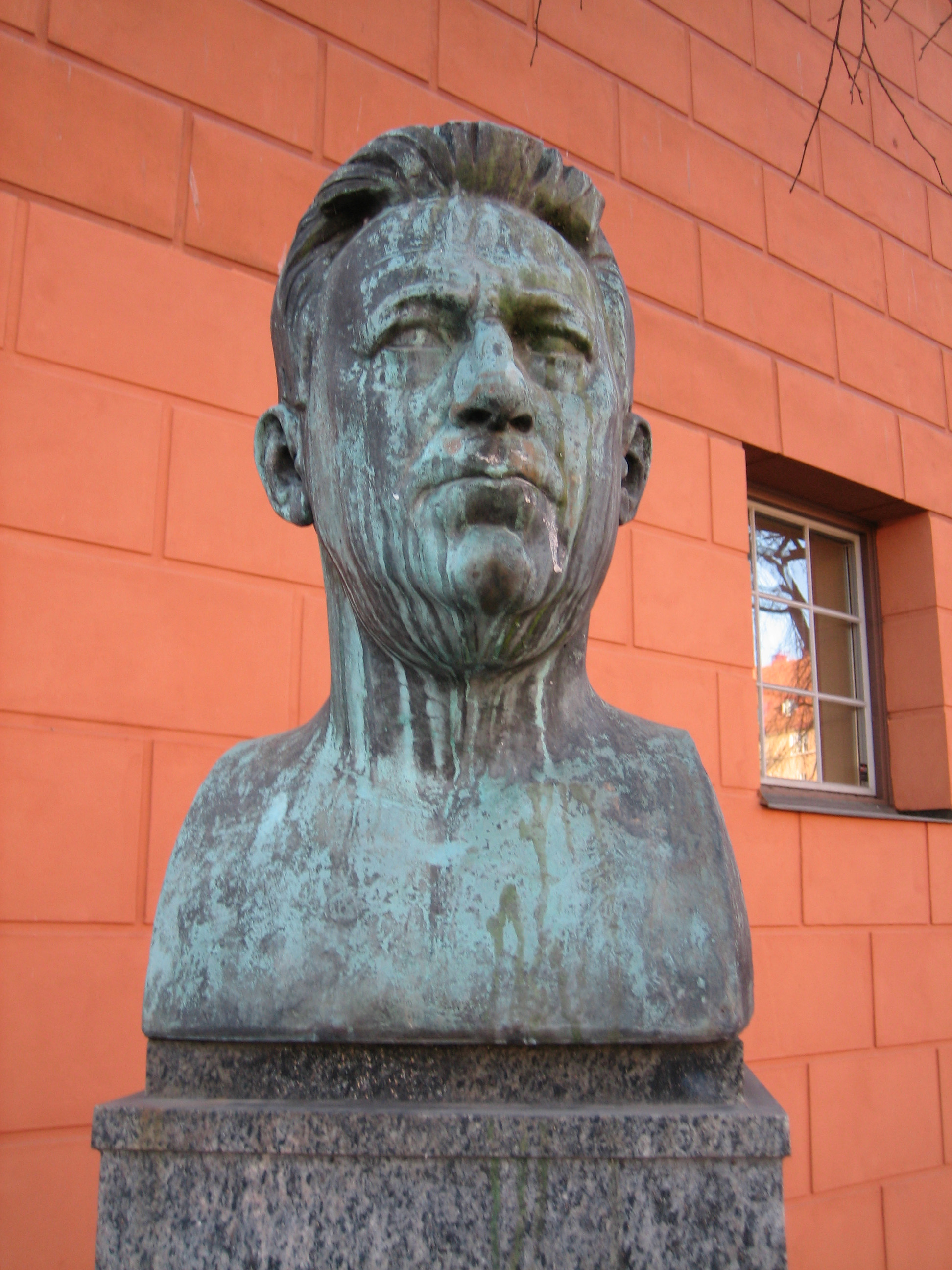
Buste de Carl Eldh par Fabian Månsson (1940). Bibliothèque municipale de Stockholm.

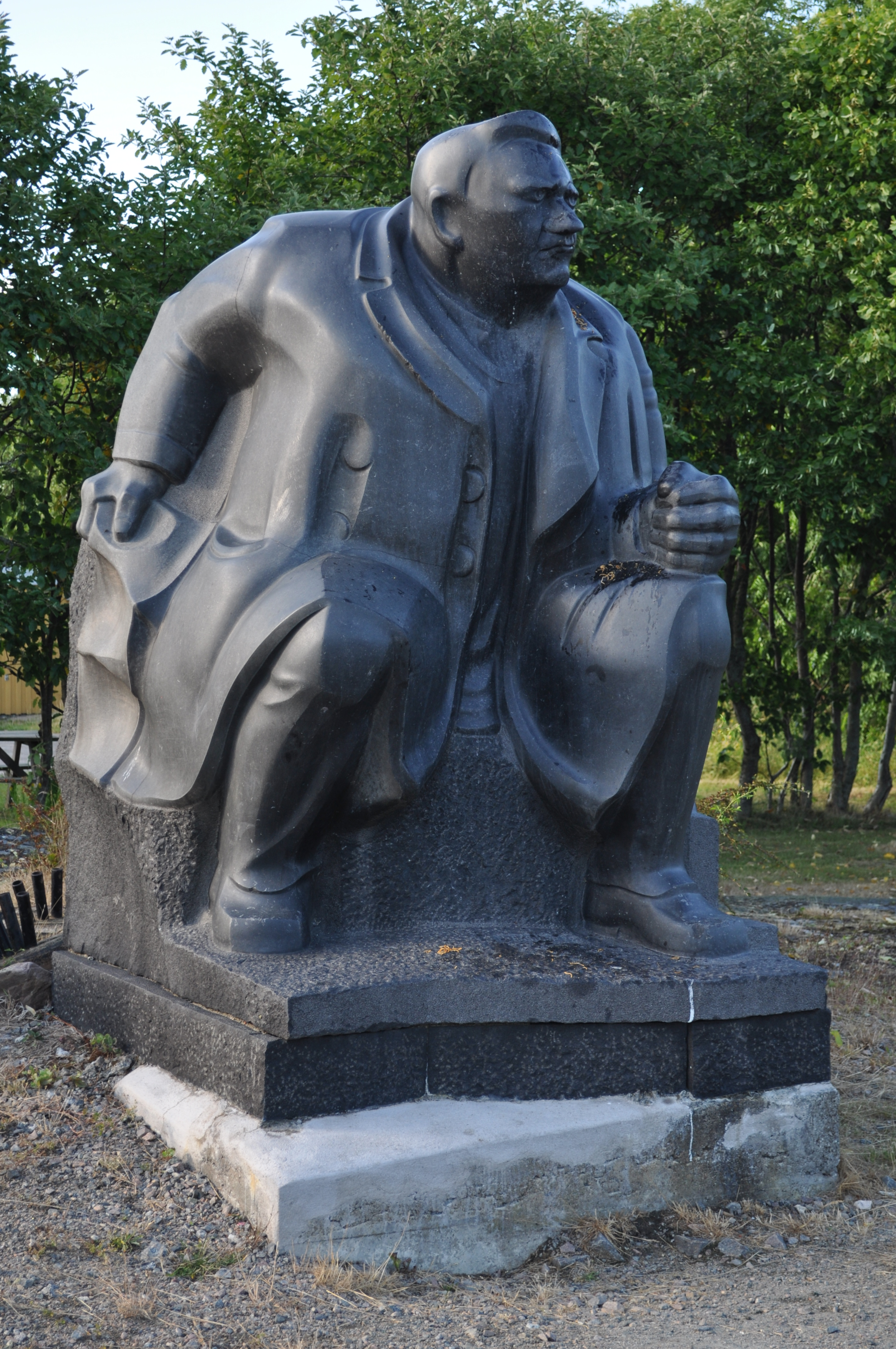
Le monument de Hasslö.

Månsson est fils du fermier et pêcheur Måns Nilsson et de sa femme Kerstin Svensdotter. Il commence sa carrière en construction de forteresses dans l'archipel de Karlskrona. De 1889 à 1892, il travaille comme coursier à Karlskrona avant de rejoindre l'armée suédoise en tant que soldat. En 1897, il s'installe à Malmö et exerce le métier de tôlier sur le chantier naval de Kockums, avant de devenir poseur de rails pendant la réorganisation de la gare à Malmö. Pendant la même période, Månsson commence à rédiger des chroniques politiques pour les journaux. Dans sa jeunesse, Månsson utilise souvent le pseudonyme Dacke. À l'automne 1904, il s'installe à Gävle. De 1912 jusqu'à sa mort en 1938, il est membre de la deuxième chambre du Riksdag, ce qui, à cette époque, n'est pas monocaméral. Il devient docteur honoris causa en philosophie à l'Université d'Uppsala en 1932.
Månsson s'inscrit aux Jeunes Socialistes en 1903, mais il fait face à des difficultés avec les tendances « nihilistes défensives et anarcho-socialistes » de cette association. Månsson rejoint l'Union des jeunes sociaux-démocrates (SDUF) de Malmö pour s'opposer à ces tendances et prendre l'initiative de créer un club de jeunes. Il est élu au comité central de la Ligue de la jeunesse, qui appartient à l'aile gauche de la Ligue de la jeunesse et représente également une partie de l'opposition de gauche au sein du comité directeur du Parti ouvrier social-démocrate suédois (SAP) de 1911 à 1916. En 1917, il contribue à la formation du Parti social-démocrate de gauche suédois (SSV).
Månsson est l'un des agitateurs les plus éminents et les plus colorés de son parti, connu pour son discours drastique et souvent burlesque. Il appartient à la première génération d'écrivains autodidactes dans l'esprit de la nouvelle éducation populaire et, fort de ses racines dans une île de Blekinge, il choisit volontiers le roman historique comme moyen d'expression : Rättfärdiggörelsen genom tron, 1916 (La justification par la foi) et Gustav Vasa et Nils Dacke, 1 - 3, 1928-48. Il se distingue également comme historien, notamment avec Folkvandringarnas historia, 1937 (L'histoire des migrations) et Vikingatidens historia, 1939 (L'histoire de l'époque des Vikings).

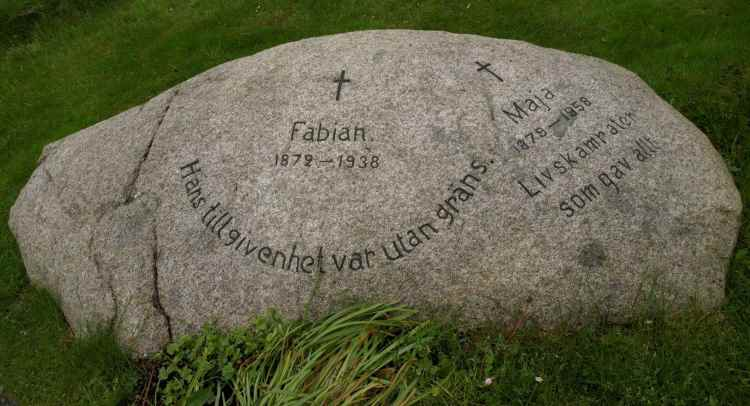
La pierre tombale à Hasslö : Fabian et Maria (Maja) Qvist.

Au début du XXe siècle, Månsson fait la connaissance de sa partenaire de vie, Maria (Maja) Qvist (1879–1958), à Malmö. Elle devint son plus grand soutien et les deux vivent ensemble pendant de nombreuses années avant de se marier le jour de son anniversaire en 1925. Månsson est inhumé dans une tombe privée à Hasslö à Blekinge en compagnie de Maria Qvist.
En 1948, une biographie de Fabian Månsson est publiée par Fredrik Ström et son ami Zeth Höglund publie une biographie en 1951.